# Mantispa chlorodes
Mantispa chlorodes is een insect uit de familie van de Mantispidae, die tot de orde netvleugeligen (Neuroptera) behoort. 
Mantispa chlorodes is voor het eerst wetenschappelijk beschreven door Navás in 1914.